# Westliche Praxmarerkarspitze
Die Westliche Praxmarerkarspitze ist ein 2642 m ü. A. hoher Gipfel der Gleirsch-Halltal-Kette im Karwendel und die höchste Erhebung des Innsbrucker Stadtgebietes. Etwa 150 Meter nordöstlich ist ihr die Östliche Praxmarerkarspitze (2638 m ü. A.) vorgelagert.

## Lage und Umgebung
Die Praxmarerkarspitzen befinden sich in der Gleirsch-Halltal-Kette, einer Gebirgskette, die hier in west-östlicher Richtung verläuft. Im Norden fallen steile Felswände zum Hinterautal hin ab. Nach Süden zieht von der Westlichen Praxmarerkarspitze ein markanter Grat ins Samertal hinunter, der die Kare Gamskarl im Westen und Praxmarerkar im Osten trennt. Im Westen setzt sich der Kammverlauf über einen 2618 m ü. A. hohen Vorgipfel fort, von wo ein weiterer Grat Richtung Südwesten hin abzweigt. Weiter folgen im Westen die 2470 m ü. A. hohe Jägerkarlspitze und die 2608 m ü. A. hohe Mittlere Jägerkarspitze, Nachbarberg im Osten ist die 2580 m ü. A. hohe Kaskarspitze.

## Wege
Die Östliche Praxmarerkarspitze ist von der Pfeishütte (1922 m ü. A.) aus im Schwierigkeitsgrad II (UIAA) in ca. 4 Stunden erreichbar. Der Übergang zwischen der Westlichen und Östlichen Praxmarerkarspitze weist ebenfalls den Schwierigkeitsgrad II auf und nimmt etwa 15 Minuten in Anspruch. Der weitere Weg über den Grat zur Jägerkarlspitze ist mit Schwierigkeitsgrad III schwieriger.
Weitere Anstiege führen über den Südgrat zur Westlichen Praxmarerkarspitze (II) und über das Gamskarl und den westlichen Vorgipfel (II). Letzterer findet hauptsächlich als Abstieg Verwendung.

## Geschichte
Die Praxmarerkarspitzen wurden am 31. Juli 1870 von Hermann von Barth erstbestiegen, nur einen Tag nach seiner Erstbesteigung der Jägerkarspitze. Am nächsten Tag konnte er die Kaskarspitze und die Sonntagkarspitze erstmals ersteigen.
Am 6. Oktober 1901 kamen Otto Melzer und Emil Spötl beim Versuch der Erstbesteigung der Nordwand der Östlichen Praxmarerkarspitze ums Leben – Spötl stürzte an einer Wandstelle ab, Melzer konnte sich allein nicht retten und starb an einem Haken angebunden. Die Wand trägt seither den Namen Melzerwand. Ein Denkmal am Weg zur Sunntigerspitze (2321 m ü. A.) erinnert an das Unglück.